# Diócesis de Mazatlán
La diócesis de Mazatlán (en latín: Dioecesis Mazatlanensis) es una circunscripción eclesiástica de la Iglesia católica en México. Se trata de una diócesis latina, sufragánea de la arquidiócesis de Durango. Desde el 3 de marzo de 2005 su obispo es Mario Espinosa Contreras.

## Territorio y organización
La diócesis tiene 19 105 km² y extiende su jurisdicción sobre los fieles católicos de rito latino residentes en el estado de Sinaloa en los municipios de: Elota, Cosalá, San Ignacio, Concordia, Mazatlán, Rosario y Escuinapa. 
La sede de la diócesis se encuentra en la ciudad de Mazatlán, en donde se halla la Catedral basílica de la Inmaculada Concepción.
En 2021 en la diócesis existían 51 parroquias.

## Historia
La diócesis fue erigida el 22 de noviembre de 1958 con la bula Qui hominum del papa Juan XXIII, obteniendo el territorio de la arquidiócesis de Durango y de la diócesis de Sinaloa (hoy diócesis de Culiacán).
El 18 de junio de 1967, con la carta apostólica Nullis maculi offuscata, el papa Pablo VI proclamó a la Santísima Virgen María Inmaculada y a los santos Pedro y Pablo como patronos de la diócesis.
El 10 de junio de 1968 cedió una parte de su territorio para la erección de la prelatura territorial de El Salto mediante la bula Non habentibus del papa Pablo VI.

## Estadísticas
Según el Anuario Pontificio 2022 la diócesis tenía a fines de 2021 un total de 914 623 fieles bautizados.
| Año                                                                             | Población            | Población | Población      | Sacerdotes | Sacerdotes    | Sacerdotes    | Bautizados por sacerdote | Diáconos permanentes | Religiosos | Religiosos | Parroquias |
| Año                                                                             | Bautizados católicos | Total     | % de católicos | Total      | Clero secular | Clero regular | Bautizados por sacerdote | Diáconos permanentes | Varones    | Mujeres    | Parroquias |
| ------------------------------------------------------------------------------- | -------------------- | --------- | -------------- | ---------- | ------------- | ------------- | ------------------------ | -------------------- | ---------- | ---------- | ---------- |
| 1965                                                                            | -                    | 331 262   | -              | 51         | 42            | 9             | -                        |                      | 9          | 110        | 21         |
| 1968                                                                            | 308 814              | 312 000   | 99.0           | 55         | 46            | 9             | 5614                     |                      | 9          | 115        | 18         |
| 1976                                                                            | 336 000              | 350 000   | 96.0           | 63         | 56            | 7             | 5333                     |                      | 8          | 164        | 22         |
| 1980                                                                            | 347 000              | 354 000   | 98.0           | 62         | 62            |               | 5596                     |                      | 1          | 96         | 28         |
| 1990                                                                            | 597 000              | 615 812   | 96.9           | 76         | 68            | 8             | 7855                     |                      | 9          | 116        | 36         |
| 1999                                                                            | 660 680              | 710 411   | 93.0           | 75         | 65            | 10            | 8809                     |                      | 10         | 142        | 38         |
| 2000                                                                            | 671 400              | 722 007   | 93.0           | 76         | 66            | 10            | 8834                     |                      | 11         | 137        | 38         |
| 2001                                                                            | 682 100              | 733 445   | 93.0           | 76         | 68            | 8             | 8975                     |                      | 9          | 135        | 38         |
| 2002                                                                            | 692 000              | 744 177   | 93.0           | 84         | 77            | 7             | 8238                     |                      | 8          | 147        | 40         |
| 2003                                                                            | 702 171              | 755 023   | 93.0           | 80         | 73            | 7             | 8777                     |                      | 8          | 128        | 40         |
| 2004                                                                            | 711 691              | 765 248   | 93.0           | 77         | 70            | 7             | 9242                     |                      | 7          | 137        | 40         |
| 2013                                                                            | 774 000              | 835 000   | 92.7           | 87         | 79            | 8             | 8896                     |                      | 9          | 106        | 48         |
| 2016                                                                            | 906 565              | 992 470   | 91.3           | 89         | 82            | 7             | 10 186                   |                      | 8          | 117        | 50         |
| 2019                                                                            | 922 130              | 1 009 320 | 91.4           | 90         | 83            | 7             | 10 245                   |                      | 8          | 115        | 50         |
| 2021                                                                            | 914 623              | 975 428   | 93.8           | 91         | 84            | 7             | 10 050                   |                      | 8          | 116        | 51         |
| Fuente: Catholic-Hierarchy, que a su vez toma los datos del Anuario Pontificio. |                      |           |                |            |               |               |                          |                      |            |            |            |

## Episcopologio
- Miguel García Franco † (18 de diciembre de 1958-8 de marzo de 1981 falleció)
- Rafael Barraza Sánchez † (19 de octubre de 1981-3 de marzo de 2005 retirado)
- Mario Espinosa Contreras, desde el 3 de marzo de 2005